# Copa Confederación de la CAF 2004
La Copa Confederación de la CAF 2004 fue la primera edición del nuevo torneo creado por la CAF tras la fusión de la Recopa Africana con la Copa CAF.
El Hearts of Oak de Ghana derrotó al Asante Kotoko también de Ghana 8-7 en penales en la final luego de que el marcador global terminara empatado 2-2, siendo el primer campeón del torneo.

## Ronda Preliminar
| Equipo 1                | Agr.    | Equipo 2              | Ida | Vuelta |
| ----------------------- | ------- | --------------------- | --- | ------ |
| Stade Tunisien          | 6–3     | ASC Thiès             | 6–0 | 0–3    |
| Olympic Real            | w/o1    | Petro do Huambo       | —   | —      |
| St Louis Suns United FC | 2–6     | Léopards de Transfoot | 2–2 | 0–4    |
| Ferroviário de Nampula  | 1–6     | Wits University FC    | 1–2 | 0–4    |
| Kiyovu Sport            | 1–3     | USM Libreville        | 0–1 | 1–2    |
| Chemelil Sugar          | 1–4     | Mtibwa Sugar FC       | 0–2 | 1–2    |
| Savanne SC              | 0–3     | Dynamos FC            | 0–0 | 0–3    |
| Al-Merrikh              | 1–2     | Green Buffaloes       | 1–0 | 0–2    |
| Express FC              | 2–1     | Ethiopia Bunna        | 2–1 | 0–0    |
| Diables Noirs           | 2–2 (a) | Deportivo Mongomo     | 2–2 | 0–0    |
| Étoile Filante          | 2–0     | Dynamic Togolais      | 2–0 | 0–0    |
| Mogas 90 FC             | 2–5     | Al-Nasr               | 2–2 | 0–3    |
| ASC Entente Sebkha      | 0–4     | Étoile de Guinée      | 0–2 | 0–2    |
| Djoliba AC              | 2–3     | Wallidan FC           | 1–0 | 1–3    |
| CO Bouaflé              | 3–3 (a) | Olympic FC            | 3–2 | 0–1    |

1- El Olympic Real de Bangui abandonó el torneo

### Stade Tunisien vs ASC Thiès
| 6 de marzo de 2004 | Stade Tunisien                                                      | 6:0 (1:0) | ASC Thiès |  |  |
|                    | - Sellami 8', 67' - Ndaye 54' - Ziadi 56' - Saïbi 72' - Georges 80' |           |           |  |  |

| 19 de marzo de 2004 | ASC Thiès                                              | 3:0 (0:0) (Global 3:6) | Stade Tunisien |  |  |
|                     | - Pape Meïssa Ngom 61' - Blaise Bassène Biaye 78', 84' |                        |                |  |  |

### Olympic Real vs Petro do Huambo
| 6 de marzo de 2004 | Olympic Real | w/o | Petro do Huambo |  |  |

| 20 de marzo de 2004              | Petro do Huambo | w/o | Olympic Real |  |  |
| Olympic Real abandonó el torneo. |                 |     |              |  |  |

### St Louis Suns United FC vs Léopards de Transfoot
| 6 de marzo de 2004 | St Louis Suns United FC                      | 2:2 (0:1) | Léopards de Transfoot                             |  |  |
|                    | - Philip Zialor 70' - Alpha Baldé 88' (pen.) |           | - 12' Francky Randrianasoliana - 54' Sahadi Mouzé |  |  |

| 21 de marzo de 2004 | Léopards de Transfoot                                                       | 4:0 (1:0) (Global 6:2) | St Louis Suns United FC |  |  |
|                     | - Francky Randrianasoliana 45' - Sahadi Mouzé 72' - Elysée 80' - Rahira 87' |                        |                         |  |  |

### Ferroviário de Nampula vs Wits University FC
| 7 de marzo de 2004 | Ferroviário de Nampula | 1:2 (0:0) | Wits University FC                     |  |  |
|                    | ? ?'                   |           | - ?' Gareth Devine - ?' Gert Schalkwyk |  |  |

| 20 de marzo de 2004 | Wits University FC                                                   | 4:0 (0:0) (Global 6:1) | Ferroviário de Nampula |  |  |
|                     | - Gert Schalkwyk 48' - Winstanley 50' - Mtawali 80' - Mngomezulu 88' |                        |                        |  |  |

### Kiyovu Sport vs USM Libreville
| 7 de marzo de 2004 | Kiyovu Sport | 0:1 (0:1) | USM Libreville  |  |  |
|                    |              |           | - 40' Bangabila |  |  |

| 20 de marzo de 2004 | USM Libreville | 2:1 (0:0) (Global 3:1) | Kiyovu Sport |  |  |
|                     | ? ?' ? ?'      |                        | ?' ?         |  |  |

### Chemelil Sugar vs Mtibwa Sugar FC
| 6 de marzo de 2004 | Chemelil Sugar | 0:2 (0:1) | Mtibwa Sugar FC                            |  |  |
|                    |                |           | - 25' Abubakar Mgangwa - 61' Joseph Kaniki |  |  |

| 20 de marzo de 2004 | Mtibwa Sugar FC          | 2:1 (2:0) (Global 4:1) | Chemelil Sugar           |  |  |
|                     | - Joseph Kaniki 33', 40' |                        | - 85' Johnstone Mukhwana |  |  |

### Savanne SC vs Dynamos FC
| 6 de marzo de 2004 | Savanne SC | 0:0 | Dynamos FC |  |  |

| 21 de marzo de 2004 | Dynamos FC                                | 3:0 (2:0) (Global 3:0) | Savanne SC |  |  |
|                     | - Clive Mwale 7', 42' - Norman Maroto 48' |                        |            |  |  |

### Al-Merrikh vs Green Buffaloes
| 6 de marzo de 2004 | Al-Merrikh             | 1:0 (1:0) | Green Buffaloes |  |  |
|                    | - Khaleed Mohammed 45' |           |                 |  |  |

| 20 de marzo de 2004 | Green Buffaloes                          | 2:0 (2:0) (Global 2:1) | Al-Merrikh |  |  |
|                     | - Jimmy Mumba 16' - Clive Hachilensa 36' |                        |            |  |  |

### Express FC vs Ethiopia Bunna
| 6 de marzo de 2004 | Express FC                             | 2:1 (0:1) | Ethiopia Bunna   |  |  |
|                    | - Wasswa Bbosa 82' - Godfrey Ssali 88' |           | - 8' Fasika Sima |  |  |

| 21 de marzo de 2004 | Ethiopia Bunna | 0:0 (Global 1:2) | Express FC |  |  |

### Diables Noirs vs Deportivo Mongomo
| 6 de marzo de 2004 | Diables Noirs                     | 2:2 (2:0) | Deportivo Mongomo      |  |  |
|                    | - Placide Mené 5' - Litsingui 14' |           | - 88' ? - 90+1' Essono |  |  |

| 20 de marzo de 2004 | Deportivo Mongomo | 0:0 (Global 2:2) | Diables Noirs |  |  |

### Étoile Filante vs Dynamic Togolais
| 7 de marzo de 2004 | Étoile Filante                          | 2:0 (0:0) | Dynamic Togolais |  |  |
|                    | - Lassané Baga 46' - Ibrahim Kaboré 85' |           |                  |  |  |

| 20 de marzo de 2004 | Dynamic Togolais | 0:0 (Global 0:2) | Étoile Filante |  |  |

### Mogas 90 FC vs Al-Nasr
| 6 de marzo de 2004 | Mogas 90 FC           | 1:0 (0:0) | Al-Nasr |  |  |
|                    | - Ignace Fassinou 53' |           |         |  |  |

| 20 de marzo de 2004 | Al-Nasr                                             | 5:0 (3:0) (Global 5:1) | Mogas 90 FC |  |  |
|                     | - Abdou Ahmed Saad 2', 37', 59', 81' - Al-Kakli 29' |                        |             |  |  |

### ASC Entente Sebkha vs Étoile de Guinée
| 5 de marzo de 2004 | ASC Entente Sebkha | 0:2 (0:1) | Étoile de Guinée                          |  |  |
|                    |                    |           | - 2' Diaby Abdoul Gabry - 64' Sylla Koîta |  |  |

| 21 de marzo de 2004 | Étoile de Guinée | 2:0 (0:0) (Global 4:0) | ASC Entente Sebkha |  |  |
|                     | ? ?' ? ?'        |                        |                    |  |  |

### Djoliba AC vs Wallidan FC
| 6 de marzo de 2004 | Djoliba AC          | 1:0 (0:0) | Wallidan FC |  |  |
|                    | - Seydou Traoré 56' |           |             |  |  |

| 21 de marzo de 2004 | Wallidan FC    | 3:1 (0:0) (Global 3:2) | Djoliba AC |  |  |
|                     | ? ?' ? ?' ? ?' |                        | ?' ? ?' ?  |  |  |

### CO Bouaflé vs Olympic FC
| 6 de marzo de 2004 | CO Bouaflé                                    | 3:2 (1:0) | Olympic FC                     |  |  |
|                    | - Digba Zah 36', 56' - Séri Kouamé 50' (pen.) |           | - 77', 86' Tivoli Bi N’Guessan |  |  |

| 21 de marzo de 2004 | Olympic FC | 0:1 (0:0) (Global 3:3) | CO Bouaflé |  |  |
|                     |            |                        | ?' ?       |  |  |

## Primera Ronda
| Equipo 1              | Agr.    | Equipo 2              | Ida | Vuelta |
| --------------------- | ------- | --------------------- | --- | ------ |
| Interclube            | 2–4     | AS Douanes            | 1–2 | 1–2    |
| PWD Bamenda           | 2–2 (v) | TP Mazembe            | 1–0 | 1–2    |
| Ismaily SC            | 2–3     | Stade Tunisien        | 2–1 | 0–2    |
| Petro do Huambo       | 2–5     | Liberty Professionals | 1–0 | 1–5    |
| Léopards de Transfoot | 3–3 (v) | Wits University FC    | 1–1 | 2–2    |
| USM Libreville        | 3–3 (v) | Sable FC              | 2–2 | 1–1    |
| Mtibwa Sugar FC       | 0-3     | Santos                | 0–3 | w/o1   |
| Dynamos FC            | 0–5     | King Faisal Babes     | 0–1 | 0–4    |
| Green Buffaloes       | 7–3     | DC Motema Pembe       | 6–1 | 1–2    |
| Express FC            | 1–4     | Lobi Stars FC         | 1–1 | 0–3    |
| Deportivo Mongomo     | 1–3     | Stella Club d'Adjamé  | 1–1 | 0–2    |
| Étoile Filante        | 0–1     | Wydad Casablanca      | 0–1 | 0–0    |
| Al-Nasr               | 1–4     | Enugu Rangers         | 1–0 | 0–4    |
| Etoile de Guinee      | 2–2 (v) | CR Belouizdad         | 1–0 | 1–2    |
| Wallidan FC           | 1–1 (v) | Club Africain         | 1-1 | 0-0    |
| FAR Rabat             | 6–2     | Olympic FC            | 3–0 | 3–2    |

1- El Mtibwa Sugar abandonó el torneo antes del 2.º partido

### Interclube vs AS Douanes
| 11 de abril de 2004 | Interclube  | 1:2 (1:0) | AS Douanes                            |  |  |
|                     | - Patty 23' |           | - 52' Nicola Ndione - 78' Pape Songou |  |  |

| 24 de abril de 2004 | AS Douanes                                 | 2:1 (1:0) (Global 4:2) | Interclube         |  |  |
|                     | - Saliou Dioh 9' - Papa Mamadou Sougou 56' |                        | - 70' Esengo Nsele |  |  |

### PWD Bamenda vs TP Mazembe
| 11 de abril de 2004 | PWD Bamenda          | 1:0 (0:0) | TP Mazembe |  |  |
|                     | - Brownson Berka 50' |           |            |  |  |

| 25 de abril de 2004                                             | TP Mazembe                             | 2:1 (2:1) (Global 2:2) | PWD Bamenda               |  |  |
|                                                                 | - Jean-Jacques Yemweni 24' - Mvete 37' |                        | - 45+1' Dronson Ketshunga |  |  |
| PWD Bamenda clasificado mediante la regla del gol de visitante. |                                        |                        |                           |  |  |

### Ismaily SC vs Stade Tunisien
| 11 de abril de 2004 | Ismaily SC                                                  | 2:1 (1:0) | Stade Tunisien          |  |  |
|                     | - Abdulrahman Traoré 18' - Mohamed Muhsin Abou-Greyshah 61' |           | - 63' Oussama Al-Salami |  |  |

| 24 de abril de 2004 | Stade Tunisien                           | 2:0 (0:0) (Global 3:2) | Ismaily SC |  |  |
|                     | - Said Essaibi 76' - Bassam Eddaassi 82' |                        |            |  |  |

### Petro do Huambo vs Liberty Professionals
| 11 de abril de 2004 | Petro do Huambo | 1:0 (1:0) | Liberty Professionals |  |  |
|                     | - Eliseu 23'    |           |                       |  |  |

| 25 de abril de 2004 | Liberty Professionals                                                                       | 5:1 (1:0) (Global 5:2) | Petro do Huambo |  |  |
|                     | - David Boateng 35' - Felix Baffoe 58' - Osei Akoto 59' - Eric Bekoe 83' - Mark Amofa 90+1' |                        | - 86' Jaburo    |  |  |

### Léopards de Transfoot vs Wits University FC
| 10 de abril de 2004 | Léopards de Transfoot               | 1:1 (0:1) | Wits University FC |  |  |
|                     | - Josoa Razafimahatratra 80' (pen.) |           | - 25' Kagiso Denge |  |  |

| 24 de abril de 2004                                                       | Wits University FC                      | 2:2 (2:0) (Global 3:3) | Léopards de Transfoot               |  |  |
|                                                                           | - Gareth Devine 26' - Alois Bunjira 37' |                        | - ?', ?' Francky Randriansoloniaina |  |  |
| Léopards de Transfoot clasificado mediante la regla del gol de visitante. |                                         |                        |                                     |  |  |

### USM Libreville vs Sable FC
| 11 de abril de 2004 | USM Libreville | 2:2 (0:0) | Sable FC  |  |  |
|                     | ? ?' ? ?'      |           | ?' ? ?' ? |  |  |

| 25 de abril de 2004                                          | Sable FC              | 1:1 (0:1) (Global 3:3) | USM Libreville     |  |  |
|                                                              | - Hervé Watchueng 61' |                        | - 16' Arnold Yembi |  |  |
| Sable FC clasificado mediante la regla del gol de visitante. |                       |                        |                    |  |  |

### Mtibwa Sugar FC vs Santos
| 10 de abril de 2004 | Mtibwa Sugar FC | 0:3 (0:1) | Santos                                   |  |  |
|                     |                 |           | - 1', 63' Fees Moloi - 87' David Motoane |  |  |

| 24 de abril de 2004                                           | Santos | w/o (Global 3:0) | Mtibwa Sugar FC |  |  |
| Mtibwa Sugar FC abandonó el torneo antes del segundo partido. |        |                  |                 |  |  |

### Dynamos FC vs King Faisal Babes
| 11 de abril de 2004 | Dynamos FC | 0:1 (0:0) | King Faisal Babes |  |  |
|                     |            |           | - 62' Eric Gawu   |  |  |

| 24 de abril de 2004 | King Faisal Babes                                                | 4:0 (3:0) (Global 5:0) | Dynamos FC |  |  |
|                     | - Abubakari Yahuza 11' - Hamza Mohammed 29' - Eric Gawu 45', 89' |                        |            |  |  |

### Green Buffaloes vs DC Motema Pembe
| 11 de abril de 2004 | Green Buffaloes                                               | 6:1 (3:1) | DC Motema Pembe     |  |  |
|                     | - Christopher Katongo 5', 9', 17', 50' - Jimmy Mumba 62', 75' |           | - 25' Biscote Mbala |  |  |

| 26 de abril de 2004 | DC Motema Pembe                                       | 2:1 (2:1) (Global 3:7) | Green Buffaloes     |  |  |
|                     | - Eric Kulukuta Papula 40' (pen.) - Selenge Lotoy 43' |                        | - 34' Noel Mwandila |  |  |

### Express FC vs Lobi Stars FC
| 11 de abril de 2004 | Express FC          | 1:1 (0:0) | Lobi Stars FC      |  |  |
|                     | - Baby Matiyabo 84' |           | - 87' Ajala Gbenga |  |  |

| 25 de abril de 2004 | Lobi Stars FC                             | 3:0 (0:0) (Global 4:1) | Express FC |  |  |
|                     | - Mike Eranamor 84', 87' - Emman Issa 89' |                        |            |  |  |

### Deportivo Mongomo vs Stella Club d'Adjamé
| 10 de abril de 2004 | Deportivo Mongomo | 1:1 (1:0) | Stella Club d'Adjamé |  |  |
|                     | - Chris Mbokou 3' |           | - 64' Ali Todouana   |  |  |

| 25 de abril de 2004 | Stella Club d'Adjamé                             | 2:0 (0:0) (Global 3:1) | Deportivo Mongomo |  |  |
|                     | - Djakpa Tohouri 55' - Djiéhoua Pacôme Serge 74' |                        |                   |  |  |

### Étoile Filante vs Wydad Casablanca
| 10 de abril de 2004 | Étoile Filante | 0:1 (0:0) | Wydad Casablanca  |  |  |
|                     |                |           | - 67' Mourad Raji |  |  |

| 24 de abril de 2004 | Wydad Casablanca | 0:0 (Global 1:0) | Étoile Filante |  |  |

### Al-Nasr vs Enugu Rangers
| 10 de abril de 2004 | Al-Nasr           | 1:0 (1:0) | Enugu Rangers |  |  |
|                     | - Ahmed Zaoui 38' |           |               |  |  |

| 25 de abril de 2004 | Enugu Rangers                                                            | 4:0 (0:0) (Global 4:1) | Al-Nasr |  |  |
|                     | - Ebenezer Ojo ?' - Okey Odita ?' - Ugochukwu Okeke ?' - Okey Enyiaku ?' |                        |         |  |  |

### Etoile de Guinee vs CR Belouizdad
| 11 de abril de 2004 | Etoile de Guinee | 1:0 (0:0) | CR Belouizdad |  |  |
|                     | - Abou Konté 87' |           |               |  |  |

| 24 de abril de 2004                                                  | CR Belouizdad                | 2:1 (0:0) (Global 2:2) | Etoile de Guinee    |  |  |
|                                                                      | - Badji 62' - Boussaid 90+1' |                        | - 83' Sylla Lansana |  |  |
| Etoile de Guinee clasificado mediante la regla del gol de visitante. |                              |                        |                     |  |  |

### Wallidan FC vs Club Africain
| 11 de abril de 2004 | Wallidan FC              | 2:1 (0:0) | Club Africain          |  |  |
|                     | - Salou 52' - Camara 90' |           | - 60' Achraf Khalfaoui |  |  |

| 24 de abril de 2004 | Club Africain                                                        | 3:0 (1:0) (Global 4:2) | Wallidan FC |  |  |
|                     | - Khaled Mouelhi 27' (pen.) - Achraf Khalfaoui 48' - Tarak Salem 58' |                        |             |  |  |

### FAR Rabat vs Olympic FC
| 11 de abril de 2004 | FAR Rabat                                                             | 3:0 (1:0) | Olympic FC |  |  |
|                     | - Hicham Zerouali 30' (pen.) - Youssef Kedioui 54' - Faouzi Brazi 84' |           |            |  |  |

| 24 de abril de 2004 | Olympic FC | 2:3 (0:0) (Global 2:6) | FAR Rabat                                                  |  |  |
|                     | ?' ? ?' ?  |                        | - ?' Rehda Moktari - ?' Hicham Zerouali - ?' Rachid Regadi |  |  |

## Segunda Ronda
| Equipo 1              | Agr.    | Equipo 2              | Ida | Vuelta |
| --------------------- | ------- | --------------------- | --- | ------ |
| PWD Bamenda           | 2–5     | AS Douanes            | 2–2 | 0–3    |
| Liberty Professionals | 4–3     | Stade Tunisien        | 3–2 | 1–1    |
| Sable FC              | 6–2     | Léopards de Transfoot | 4–1 | 2–1    |
| King Faisal Babes     | 2–3     | Santos                | 1–1 | 1–2    |
| Lobi Stars FC         | 4–5     | Green Buffaloes       | 2–1 | 2–4    |
| Stella Club d'Adjamé  | 1–2     | WAC Casablanca        | 0–0 | 1–2    |
| Etoile de Guinee      | 1–2     | Enugu Rangers         | 0–0 | 1–2    |
| FAR Rabat             | 1–1 (v) | Club Africain         | 0–0 | 1–1    |

### PWD Bamenda vs AS Douanes
| 15 de mayo de 2004 | PWD Bamenda                                | 2:2 (1:1) | AS Douanes                               |  |  |
|                    | - Ketchanga Bakamen 18' - Matio Adongo 82' |           | - 33' Nicolas Dione - 53' Mactar Mangane |  |  |

| 29 de mayo de 2004 | AS Douanes                                                   | 3:0 (0:0) (Global 5:2) | PWD Bamenda |  |  |
|                    | - Ibrahima Bâ ?' - Papa Demba Cissé 78' - Nicolas Ndione 88' |                        |             |  |  |

### Liberty Professionals vs Stade Tunisien
| 15 de mayo de 2004 | Liberty Professionals                               | 3:2 (1:1) | Stade Tunisien                                 |  |  |
|                    | - Felix Bafo 26', 90+5' - David Bouatène 71' (pen:) |           | - 5' Bassam Daâssi - 78' (pen.) Anis Boussaïdi |  |  |

| 28 de mayo de 2004 | Stade Tunisien              | 1:1 (0:0) (Global 3:4) | Liberty Professionals |  |  |
|                    | - Anis Boussaidi 71' (pen.) |                        | - 60' Michael Helegbe |  |  |

### Sable FC vs Léopards de Transfoot
| 16 de mayo de 2004 | Sable FC                                                    | 4:1 (2:1) | Léopards de Transfoot |  |  |
|                    | - Ngom Some 8', 79' - Herman Nzumafo 25' - Serge Emaleu 66' |           | - 22' Mouze Sahadi    |  |  |

| 30 de mayo de 2004 | Léopards de Transfoot     | 1:2 (1:1) (Global 2:6) | Sable FC                      |  |  |
|                    | - Suivestain Nathalie 43' |                        | - 12' Ngom Sara - 63' Dzumafo |  |  |

### King Faisal Babes vs Santos
| 16 de mayo de 2004 | King Faisal Babes    | 1:1 (0:0) | Santos                 |  |  |
|                    | - Hamza Mohammed 58' |           | - 65' Jean-Marc Ithier |  |  |

| 30 de mayo de 2004 | Santos                                  | 2:1 (1:0) (Global 3:2) | King Faisal Babes |  |  |
|                    | - Musa Otieno 5' - Jean-Marc Ithier 82' |                        | - 70' Eric Gawu   |  |  |

### Lobi Stars FC vs Green Buffaloes
| 16 de mayo de 2004 | Lobi Stars FC         | 2:1 (1:0) | Green Buffaloes     |  |  |
|                    | - Ladi Gasper 8', 48' |           | - 86' Chris Katongo |  |  |

| 29 de mayo de 2004 | Green Buffaloes                                                                           | 4:2 (2:2) (Global 5:4) | Lobi Stars FC                       |  |  |
|                    | - Jimmy Mumba 45' - Clive Hachilensa 45+2' - Kunda Mushota 54' (pen.) - Noel Mwandila 76' |                        | - 3' Taiye Taiwo - 36' Labby Jasper |  |  |

### Stella Club d'Adjamé vs WAC Casablanca
| 16 de mayo de 2004 | Stella Club d'Adjamé | 0:0 | WAC Casablanca |  |  |

| 29 de mayo de 2004 | WAC Casablanca              | 2:1 (1:0) (Global 2:1) | Stella Club d'Adjamé |  |  |
|                    | - Mohamed Benhalid 42', 89' |                        | - 90+1' Paul Digba   |  |  |

### Etoile de Guinee vs Enugu Rangers
| 16 de mayo de 2004 | Etoile de Guinee | 0:0 | Enugu Rangers |  |  |

| 30 de mayo de 2004 | Enugu Rangers                      | 2:1 (0:0) (Global 2:1) | Etoile de Guinee   |  |  |
|                    | - Okey Odita 65' - Ugo Okeke 90+2' |                        | - 60' Diaby Abdoul |  |  |

### FAR Rabat vs Club Africain
| 16 de mayo de 2004 | FAR Rabat | 0:0 | Club Africain |  |  |

| 28 de mayo de 2004                                            | Club Africain   | 1:1 (1:0) (Global 1:1) | FAR Rabat        |  |  |
|                                                               | - Khalfaoui 25' |                        | - 85' Sibaouayah |  |  |
| FAR Rabat clasificado mediante la regla del gol de visitante. |                 |                        |                  |  |  |

## Tercera Ronda
| Equipo 1        | Agr.        | Equipo 2              | Ida | Vuelta |
| --------------- | ----------- | --------------------- | --- | ------ |
| Asante Kotoko   | 3–1         | WAC Casablanca        | 2–0 | 1–1    |
| Orlando Pirates | 4-2         | Sable FC              | 4–2 | w/o1   |
| APR FC          | 1–3         | Enugu Rangers         | 1–0 | 0–3    |
| Coton Sport FC  | 4–1         | Green Buffaloes       | 3–0 | 1–1    |
| Petró Atlético  | 1–0         | FAR Rabat             | 0–0 | 1–0    |
| Hearts of Oak   | 1–0         | AS Douanes            | 1–0 | 0–0    |
| Al-Hilal        | 1–1 (3–0 p) | Liberty Professionals | 1–0 | 0–1    |
| Canon Yaoundé   | 1–3         | Santos                | 1–1 | 0–2    |

1 el segundo partido fue abandonado en el minuto 50 por lluvia, con el marcador 0-0. Las siguientes 2 reanudaciones se suspendieron por la misma razón. Se reprogramó para el 15 de agosto pero el Orlando Pirates no se presentó y fue descalificado.

### Asante Kotoko vs WAC Casablanca
| 11 de julio de 2004 | Asante Kotoko                        | 2:0 (1:0) | WAC Casablanca |  |  |
|                     | - Yusif Chipsah 38' - Arhin Duah 61' |           |                |  |  |

| 24 de julio de 2004 | WAC Casablanca      | 1:1 (1:0) (Global 1:3) | Asante Kotoko         |  |  |
|                     | - Mourad Erraji 36' |                        | - 86' Shilla Alhassan |  |  |

### Orlando Pirates vs Sable FC
| 9 de julio de 2004 | Orlando Pirates                                                                          | 4:2 (3:1) | Sable FC                                     |  |  |
|                    | - Jimmy Kauleza 13' - Benedict Vilakazi 21' - Joseph Makhanya 44' - Lebohang Mokoena 75' |           | - 44' Herman Dzunafo - 85' Bernard Ngom Some |  |  |

| 25 de julio de 2004 | Sable FC | w/o (Global w/o) | Orlando Pirates |  |  |
| El partido fue suspendido en el minuto 50 por lluvia, con el marcador 0-0. Las siguientes 2 reanudaciones (27 y 28 de julio) se suspendieron por la misma razón. Se reprogramó para el 15 de agosto pero el Orlando Pirates no se presentó y fue descalificado. |          |                  |                 |  |  |

### APR FC vs Enugu Rangers
| 10 de julio de 2004 | APR FC             | 1:0 (0:0) | Enugu Rangers |  |  |
|                     | - Mark Sirengo 68' |           |               |  |  |

| 25 de julio de 2004 | Enugu Rangers                                                             | 3:0 (1:0) (Global 3:1) | APR FC |  |  |
|                     | - Johnson Oluwole 2' - Okechukwu Odita 81' (pen.) - Ugochukwu Okeke 90+1' |                        |        |  |  |

### Coton Sport FC vs Green Buffaloes
| 11 de julio de 2004 | Coton Sport FC                                  | 3:0 (1:0) | Green Buffaloes |  |  |
|                     | - Hamadou Soussia 23' - Musa Nassourou 56', 79' |           |                 |  |  |

| 24 de julio de 2004 | Green Buffaloes      | 1:1 (1:1) (Global 1:4) | Coton Sport FC              |  |  |
|                     | - Dudley Fichite 41' |                        | - 32' Gustave Bebbe Mbangue |  |  |

### Petró Atlético vs FAR Rabat
| 11 de julio de 2004 | Petró Atlético | 0:0 | FAR Rabat |  |  |

| 24 de julio de 2004 | FAR Rabat | 0:1 (0:1) (Global 0:1) | Petró Atlético     |  |  |
|                     |           |                        | - 44' Flavio Amado |  |  |

### Hearts of Oak vs AS Douanes
| 11 de julio de 2004 | Hearts of Oak          | 1:0 (0:0) | AS Douanes |  |  |
|                     | - Ablade Morgans 90+2' |           |            |  |  |

| 24 de julio de 2004 | AS Douanes | 0:0 (Global 0:1) | Hearts of Oak |  |  |

### Al-Hilal vs Liberty Professionals
| 10 de julio de 2004 | Al-Hilal             | 1:0 (0:0) | Liberty Professionals |  |  |
|                     | - Khalid Azziz 90+3' |           |                       |  |  |

| 25 de julio de 2004 | Liberty Professionals | 1:0 (1:0) (0:3 p.)(Global 1:1) | Al-Hilal |  |  |
|                     | - Stanley Afedzie 30' |                                |          |  |  |

### Canon Yaoundé vs Santos
| 11 de julio de 2004 | Canon Yaoundé       | 1:1 (1:1) | Santos              |  |  |
|                     | - Samuel Inogue 37' |           | - 27' Tyron Arendse |  |  |

| 25 de julio de 2004 | Santos                                      | 2:0 (2:0) (Global 3:1) | Canon Yaoundé |  |  |
|                     | - Marawaan Bantam 23' - Thembile Kanono 30' |                        |               |  |  |

## Fase de grupos

### Grupo A
| Club           | Pts. | J | G | E | P | GF | GC | GD |
| -------------- | ---- | - | - | - | - | -- | -- | -- |
| Asante Kotoko  | 10   | 6 | 3 | 1 | 2 | 10 | 7  | +3 |
| Enugu Rangers  | 10   | 6 | 3 | 1 | 2 | 12 | 6  | +6 |
| Al-Hilal       | 9    | 6 | 3 | 0 | 3 | 6  | 11 | -5 |
| Petró Atlético | 5    | 6 | 1 | 2 | 3 | 5  | 9  | -4 |

| 8 de agosto de 2004 | Asante Kotoko                              | 3:1 (2:1) | Enugu Rangers        |  |  |
|                     | - Stephen Oduro 2', 64' - Michael Osei 44' |           | - 29' William Tierro |  |  |

| 8 de agosto de 2004 | Petró Atlético                            | 3:1 (1:1) | Al-Hilal                |  |  |
|                     | - Bunga 21' - Flavio 55' - Zeca Langa 80' |           | - 3' (a.g.) Dias Caires |  |  |

| 11 de septiembre de 2004 | Enugu Rangers                                                | 4:0 (3:0) | Petró Atlético |  |  |
|                          | - Junior Osagie 17', 32' - Ebenezer Ojo 26' - Okey Odita 82' |           |                |  |  |

| 11 de septiembre de 2004 | Al-Hilal                              | 2:0 (2:0) | Asante Kotoko |  |  |
|                          | - Haitham Mostafa 7' - Dario Khan 21' |           |               |  |  |

| 25 de septiembre de 2004 | Enugu Rangers                                                               | 4:0 (3:0) | Al-Hilal |  |  |
|                          | - Ebenezer Ojo 4' - Igho Otegheri 8' - Okey Enyiagu 35' - Emeka Emedosi 49' |           |          |  |  |

| 25 de septiembre de 2004 | Asante Kotoko                             | 2:1 (0:0) | Petró Atlético     |  |  |
|                          | - Stephen Oduro 57' - Shilla Alhassan 63' |           | - 48' Flavio Amado |  |  |

| 16 de octubre de 2004 | Al-Hilal                               | 2:1 (0:0) | Enugu Rangers         |  |  |
|                       | - Ala al-Din 58' - Haithum Mustafa 82' |           | - 77' Ugochukwu Okeke |  |  |

| 17 de octubre de 2004 | Petró Atlético     | 1:1 (0:1) | Asante Kotoko        |  |  |
|                       | - Flavio Amada 76' |           | - 34' Yussif Chibsah |  |  |

| 30 de octubre de 2004 | Al-Hilal            | 1:0 (0:0) | Petró Atlético |  |  |
|                       | - Haitham Tambal ?' |           |                |  |  |

| 30 de octubre de 2004 | Enugu Rangers                             | 2:1 (2:0) | Asante Kotoko        |  |  |
|                       | - Igho Oteghiri 19' - Ugochukwu Okeke 21' |           | - 74' Charles Taylor |  |  |

| 13 de noviembre de 2004 | Asante Kotoko                                                    | 3:0 (2:0) | Al-Hilal |  |  |
|                         | - Nana Arhin Duah 9' - Michael Osei 44' - Edmund Owusu-Ansah 87' |           |          |  |  |

| 13 de noviembre de 2004 | Petró Atlético | 0:0 | Enugu Rangers |  |  |

### Grupo B
| Club           | Pts. | J | G | E | P | GF | GC | GD |
| -------------- | ---- | - | - | - | - | -- | -- | -- |
| Hearts of Oak  | 13   | 6 | 4 | 1 | 1 | 10 | 5  | +5 |
| Coton Sport FC | 11   | 6 | 3 | 2 | 1 | 9  | 3  | +6 |
| Sable de Batié | 7    | 6 | 2 | 1 | 3 | 6  | 9  | -3 |
| Santos         | 3    | 6 | 1 | 0 | 5 | 3  | 11 | -8 |

| 7 de agosto de 2004 | Hearts of Oak              | 1:0 (1:0) | Santos |  |  |
|                     | - Lawrence Adjeh Tetteh 3' |           |        |  |  |

| 29 de agosto de 2004 | Sable de Batié | 0:0 | Coton Sport FC |  |  |

| 12 de septiembre de 2004 | Santos           | 1:0 (0:0) | Sable de Batié |  |  |
|                          | - Carlo Scott ?' |           |                |  |  |

| 12 de septiembre de 2004 | Coton Sport FC | 0:0 | Hearts of Oak |  |  |

| 25 de septiembre de 2004 | Coton Sport FC                                                                                | 4:0 (2:0) | Santos |  |  |
|                          | - Ahmadou Ngomna 18' - Bitrus Minufu 39' - Allaman François D'Koumé 60' - Hamadou Soussia 69' |           |        |  |  |

| 26 de septiembre de 2004 | Sable de Batié                          | 2:0 (2:0) | Hearts of Oak |  |  |
|                          | - Serge Emoleu 26' - Herman Dzumafo 29' |           |               |  |  |

| 16 de octubre de 2004 | Santos | 0:2 (0:1) | Coton Sport FC                              |  |  |
|                       |        |           | - 3' Gaspard Beka Aloma - 85' Oumarou Sanda |  |  |

| 17 de octubre de 2004 | Hearts of Oak                                                               | 5:1 (2:0) | Sable de Batié     |  |  |
|                       | - Francis Bossman 17' - Prince Tagoe 44', 49', 72' - Bernard Don Bortey 65' |           | - 63' Emaleu Sarge |  |  |

| 31 de octubre de 2004 | Santos | 0:1 (0:1) | Hearts of Oak            |  |  |
|                       |        |           | - 35' Bernard Don Bortey |  |  |

| 31 de octubre de 2004 | Coton Sport FC        | 1:0 (1:0) | Sable de Batié |  |  |
|                       | - Soussia Hamadou 16' |           |                |  |  |

| 14 de noviembre de 2004 | Hearts of Oak                                     | 3:2 (1:0) | Coton Sport FC                           |  |  |
|                         | - Louis Agyeman 44', 57' - Bernard Don Bortey 79' |           | - 89' Boukar Makadji - 90+3' Andre Nzame |  |  |

| 14 de noviembre de 2004 | Sable de Batié                                      | 3:2 (1:0) | Santos                                  |  |  |
|                         | - Kemadjou 35' - Bernard Ngom 65' - Ernest Nfor 68' |           | - 60' Thokozani Xaba - 87' Ruben Cloete |  |  |

## Final
El Primer Juego fue el 2 de enero y el Segundo Juego fue el 9 de enero.
| Equipo 1      | Agr.        | Equipo 2      | Ida | Vuelta |
| ------------- | ----------- | ------------- | --- | ------ |
| Hearts of Oak | 2–2 (8–7 p) | Asante Kotoko | 1–1 | 1–1    |

| 2 de enero de 2005 | Hearts of Oak  | 1:1 (0:0) | Asante Kotoko | Estadio Ohene Djan, Acra, Ghana |  |
|                    | - Agyemang 90' |           | - 61' Osei    |                                 |  |

| 9 de enero de 2005 | Asante Kotoko                                                                                | 1:1 (0:0) (7:8 p.)(Global 2:2) | Hearts of Oak                                                                            | Estadio Baba Yara, Kumasi, Ghana |  |
|                    | - Taylor 53'                                                                                 |                                | - 81' Adjah-Tetteh                                                                       |                                  |  |
|                    |                                                                                              | Tiros desde el punto penal     |                                                                                          |                                  |  |
|                    | - Owusu-Ansah - Ahmed - Osei - Chibsah - Asante - G. Yéboah - D. Yéboah - Appiah - Hendricks |                                | - Mireku - Quaye - Kuffour - Bossman - Harrison - Adjei - Morgan - Adjah-Tetteh - Donkor |                                  |  |

## Campeón
|                       |
| Bandera de Ghana      |
| Campeón Hearts of Oak |
| 1.° título            |